# Alouatta arctoidea
Alouatta arctoidea es una especie de primate del género Alouatta. Habita en el norte de América del Sur. Es conocido como ' araguato o aullador ursino.

## Distribución y hábitat

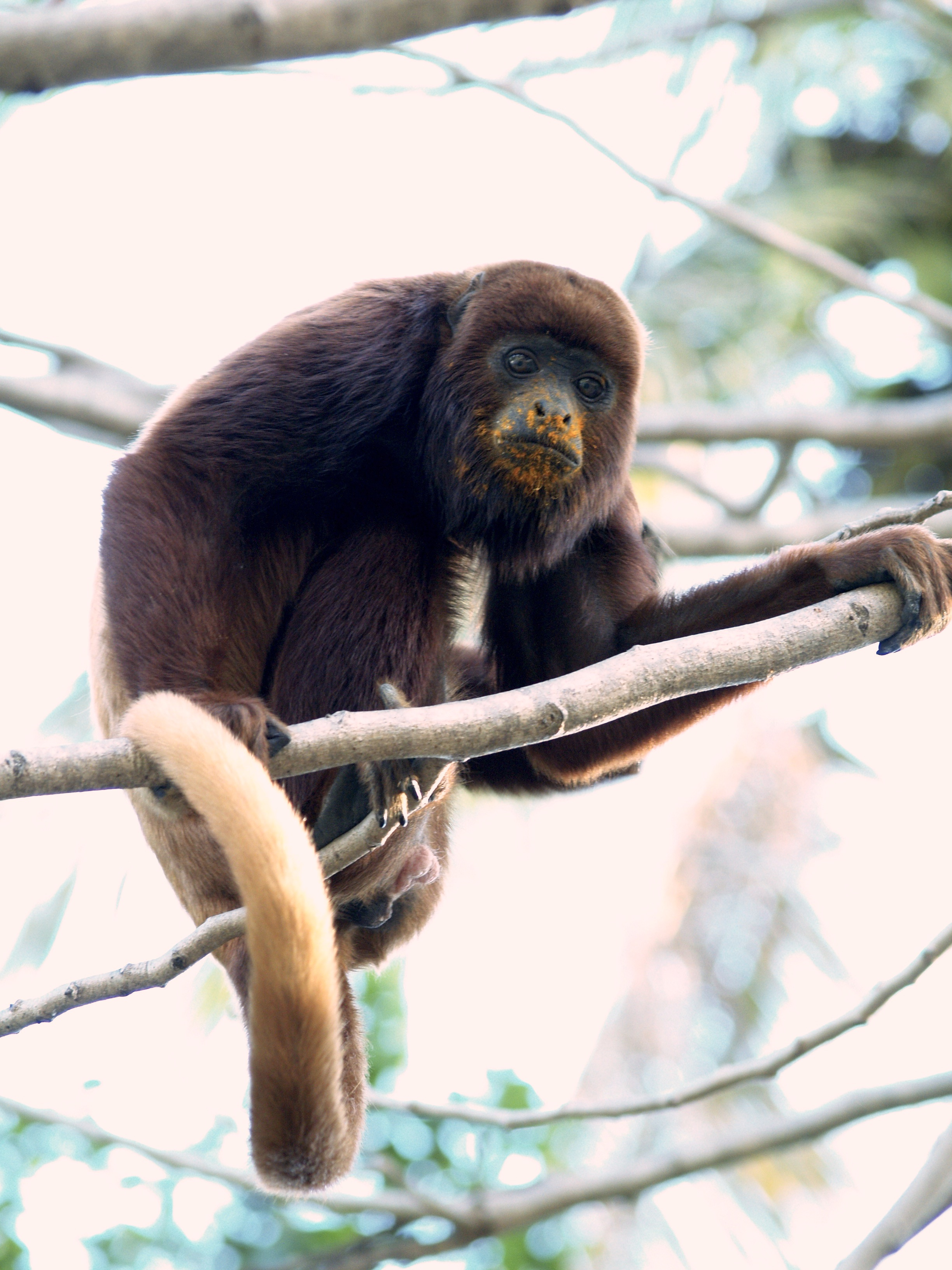
Araguato en el estado Apure.

Este primate es nativo del norte de América del Sur. Su distribución comprende el norte de Venezuela, y una pequeña parte del noreste de Colombia.  
Habita en especial en selvas primarias estacionales y en galería.

## Costumbres
Se le ve en parejas y grupos. Normalmente paren una sola cría. 

## Alimentación
Estos araguatos comen hojas jóvenes, capullos, flores, frutas, semillas, tallos, vástagos y ramas. Las hojas son la principal fuente de proteínas y las frutas de energía y proteínas.